# Raymond Laflamme
Raymond Julien Joseph Laflamme (* 19. Juli 1960 in Québec; † 19. Juni 2025) war ein kanadischer theoretischer Physiker und Hochschullehrer.

## Leben
Laflamme studierte an der Universität Laval mit dem Bachelor-Abschluss in Physik 1983 und an der Universität Cambridge, wo er 1984 Teil 3 der Tripos-Prüfungen ablegte und 1988 bei Stephen Hawking promoviert wurde. Danach war er Killam Post-Doktorand an der University of British Columbia und ab 1990 Research Fellow am Peterhouse College in Cambridge. Von 1994 bis 1997 war er Oppenheimer Fellow am Los Alamos National Laboratory und anschließend bis 2001 Mitglied des Labors. 2001 wurde er Professor an der University of Waterloo am Institute for Quantum Computing, dessen Gründungsdirektor er von 2002 bis 2017 war und zugleich am Perimeter Institute. Seit 2017 hielt er den John-von-Neumann-Lehrstuhl für Quanteninformation an der University of Waterloo und war wissenschaftlicher Leiter von QuantumWorks (dem kanadischen Forschungskonsortium für Quanteninformationstheorie).
Laflamme war Programmdirektor für Quanteninformationstheorie des Canadian Institute for Advanced Research (CIFAR) und seit 2011 Chief Strategic Officer der Firma Universal Quantum Devices.
Anfangs befasste er sich mit Kosmologie. Stephen Hawking schreibt in seinem Buch Eine kurze Geschichte der Zeit, dass ihn Laflamme und Don Page davon überzeugt hätten, dass sich in kontrahierenden Universen der Zeitpfeil nicht umkehrt. Die Gregory-Laflamme Instabilität bestimmter Verallgemeinerungen Schwarzer Löcher in mehr als vier Dimensionen ist nach ihm und seiner Koautorin benannt.
Bekannt ist er aber vor allem für seine Beiträge zur Quanteninformationstheorie und zu Quantencomputern. In Los Alamos war er an der Implementierung von Quanteninformationsverarbeitung mit Kernspinresonanz (NMR) beteiligt. Er war ein Pionier in Quantenfehlerkorrektur und entwickelte Grundlagen für Quantenrechner mit Hilfe linearer Optik (mit Emmanuel Knill, Gerald Milburn). Mit Kollegen veröffentlichte er 1996 einen effizienten fehlerkorrigierenden Quantencode. Laut Scopus veröffentlichte Laflamme über 200 Artikel in wissenschaftlichen Zeitschriften. Diese wurden (Stand Juni 2025) insgesamt über 24.000 mal zitiert (h-Index 59).
Er war Fellow der Royal Society of Canada (2008), der American Association for the Advancement of Science und der American Physical Society (2011).
2013 erhielt er die Queen Elizabeth II Golden Jubilee Medal sowie 2017 den CAP-CRM Prize und den Order of Canada. 2012 wurde er Ehrendoktor der Université de Sherbrooke.
Laflamme starb am 19. Juni 2025 nach langer Krankheit an Lungenkrebs.

## Schriften (Auswahl)
Soweit nicht in den Fußnoten angegeben. 
- mit Shayan Majidy, Christopher Wilson: Building Quantum Computers. Cambridge University Press, 2024, ISBN 978-1-00-941701-3.
- mit M. Kop, M. Aboy et al.: Ten principles for responsible quantum innovation. In: Quantum Sci. Technol. Band 9, Nr. 3, 2024, S. 035013, doi:10.1088/2058-9565/ad3776.
- mit Phillip Kaye, Michele Mosca: Introduction to quantum computing. Oxford UP, 2006, ISBN 978-0-19-857000-4.
- mit Knill, Ashikhmin, Barnum, Viola, Zurek: Introduction to quantum error correction. In: Los Alamos Science. Nr. 27, 2002, arxiv:quant-ph/0207170.
- mit E. Knill: On the Power of One Bit of Quantum Information. In: Phys. Rev. Lett. Band 81, 1998, S. 5672–5675, doi:10.1103/PhysRevLett.81.5672, arxiv:quant-ph/9802037.
- mit Knill, Zurek: Resilient quantum computation. In: Science. Band 279, 1998, S. 342–345, doi:10.1126/science.279.5349.342, arxiv:quant-ph/9702058.
- mit R. Gregory: Black Strings and p-Branes are Unstable. In: Phys. Rev. Lett. Band 70, 1993, S. 2837–2840, doi:10.1103/PhysRevLett.70.2837, arxiv:hep-th/9301052.